# Sender Cerovec
Der Sender Cerovec ist eine Sendeanlage für Hörfunk in Novi Cerovec, einer Ortschaft in Slowenien. Als Antennenträger kommt ein freistehender Stahlfachwerkturm zum Einsatz.
Die Sendeanlage versorgt die Stadt Novo mesto sowie die Autobahn A2 mit Rundfunkprogrammen.

## Frequenzen und Programme

### Analoger Hörfunk (UKW)
Vom Sender Cerovec werden zwei Hörfunkprogramme ausgestrahlt. Im Jahr 2010 tauschten Radio SI und Radio Center ihre Frequenzen, da sich die jetzige Frequenz von Radio SI besser für eine Versorgung der Autobahn A2 eignet.
| Frequenz (MHz) | Programm     | RDS PS   | RDS PI | Regionalisierung | ERP (kW) | Antennendiagramm rund (ND)/gerichtet (D) | Polarisation horizontal (H)/vertikal (V) |
| -------------- | ------------ | -------- | ------ | ---------------- | -------- | ---------------------------------------- | ---------------------------------------- |
| 99,4           | Radio Center | _CENTER_ | 9314   | Slovenija        | 0,3      | D                                        | V                                        |
| 105,5          | Radio SI     | RADIO_SI | 933A   | −                | 0,3      | D                                        | V                                        |